# چوبدست اسقلبیوس

چوبدست اسقلبیوس

در اساطیر یونانی، چوبدست اسقلبیوس یا عصای آسکِلِپیوس عبارت است از ماری که به گرد چوبدست آسکِلِپیوس، خدای یونان، پیچیده است. آسکِلِپیوس خدای سلامتی و بهبودی است. امروزه هنگامی که صحبت از دارو و درمان به میان می‌آید همچنان از همین نماد استفاده می‌شود. البته گاهی این نماد با چوبدست مخصوص هرمس، دیگر خدای یونانی اشتباه گرفته می‌شود. چندین نظریه پیرامون سرچشمه و کاربرد این نماد وجود دارد.
شناخته شده‌ترین معبد آسکِلِپیوس در اپیداروس در شمال شرقی پلوپونز قرار داشته است. یکی دیگر معابد مشهور درمان در جزیرهٔ کس بوده، جایی که بقراط، «پدر علم پزشکی» احتمالاً کارش را آغاز کرده است. یکی دیگر از این معابد در پرگامون در آسیا بوده است.
برای بزرگداشت آسکِلِپیوس، گونه‌ای مار غیرسمی در مراسم و آیین درمانی بکار گرفته می‌شد، این مارها که احتمالاً مار درختی بوده‌اند به آزادی در میان اتاق استراحت بیماران و زخمی‌ها می‌خزیدند.